# فهرست قطعنامه‌های شورای امنیت ۹۰۱ تا ۱۰۰۰
| قطعنامه‌های شورای امنیت                                      |
| ----------------------------------------------------------- |
| منابع: نشست‌های شورای امنیت • UNBISnet • ویکی‌نبشته           |
| ۱ تا ۱۰۰ (۱۹۴۶–۱۹۵۳)                                        |
| ۱۰۱ تا ۲۰۰ (۱۹۵۳–۱۹۶۵)                                      |
| ۲۰۱ تا ۳۰۰ (۱۹۶۵–۱۹۷۱)                                      |
| ۳۰۱ تا ۴۰۰ (۱۹۷۱–۱۹۷۶)                                      |
| ۴۰۱ تا ۵۰۰ (۱۹۷۶–۱۹۸۲)                                      |
| ۵۰۱ تا ۶۰۰ (۱۹۸۲–۱۹۸۷)                                      |
| ۶۰۱ تا ۷۰۰ (۱۹۸۷–۱۹۹۱)                                      |
| ۷۰۱ تا ۸۰۰ (۱۹۹۱–۱۹۹۳)                                      |
| ۸۰۱ تا ۹۰۰ (۱۹۹۳–۱۹۹۴)                                      |
| ۹۰۱ تا ۱۰۰۰ (۱۹۹۴–۱۹۹۵)                                     |
| ۱۰۰۱ تا ۱۱۰۰ (۱۹۹۵–۱۹۹۷)                                    |
| ۱۱۰۱ تا ۱۲۰۰ (۱۹۹۷–۱۹۹۸)                                    |
| ۱۲۰۱ تا ۱۳۰۰ (۱۹۹۸–۲۰۰۰)                                    |
| ۱۳۰۱ تا ۱۴۰۰ (۲۰۰۰–۲۰۰۲)                                    |
| ۱۴۰۱ تا ۱۵۰۰ (۲۰۰۲–۲۰۰۳)                                    |
| ۱۵۰۱ تا ۱۶۰۰ (۲۰۰۳–۲۰۰۵)                                    |
| ۱۶۰۱ تا ۱۷۰۰ (۲۰۰۵–۲۰۰۶)                                    |
| ۱۷۰۱ تا ۱۸۰۰ (۲۰۰۶–۲۰۰۸)                                    |
| ۱۸۰۱ تا ۱۹۰۰ (۲۰۰۸–۲۰۰۹)                                    |
| ۱۹۰۱ تا ۲۰۰۰ (۲۰۰۹–۲۰۱۱)                                    |
| ۲۰۰۱ تا ۲۱۰۰ (۲۰۱۱–۲۰۱۳)                                    |
| ۲۱۰۱ تا ۲۲۰۰ (۲۰۱۳–۲۰۱۵)                                    |
| ۲۲۰۱ تا ۲۳۰۰ (۲۰۱۵–۲۰۱۶)                                    |
| ۲۳۰۱ تا ۲۴۰۰ (۲۰۱۶–۲۰۱۸)                                    |
| ۲۲۰۱ تا ۲۳۰۰ (۲۰۱۸–تاکنون)                                  |
| متن مربوطه در ویکی‌نبشته : قطعنامه‌های شورای امنیت سازمان ملل |

فهرست زیر، شامل قطعنامه‌های سازمان ملل متحد از قطعنامهٔ شمارهٔ ۹۰۱ تا ۱۰۰۰ است که در بازهٔ زمانی ۰۴ مارس ۱۹۹۴ میلادی تا ۲۳ ژوئن ۱۹۹۵ به تصویب رسیده‌است.
| شمارهٔ قطعنامه | تاریخ           | آرا (موافق-ممتنع-مخالف) | موضوع نشست                                  |
| ------------- | --------------- | ----------------------- | ------------------------------------------- |
| ۹۰۱           | ۰۴ مارس ۱۹۹۴    | ۱۵-۰-۰                  | آبخاز، گرجستان                              |
| ۹۰۲           | ۱۱ مارس ۱۹۹۴    | ۱۵-۰-۰                  | قبرس                                        |
| ۹۰۳           | ۱۶ مارس ۱۹۹۴    | ۱۵-۰-۰                  | آنگولا                                      |
| ۹۰۴           | ۱۸ مارس ۱۹۹۴    | - -                     | سرزمین‌های اشغالی توسط اسرائیل               |
| ۹۰۵           | ۲۳ مارس ۱۹۹۴    | ۱۵-۰-۰                  | هائیتی                                      |
| ۹۰۶           | ۲۵ مارس ۱۹۹۴    | ۱۵-۰-۰                  | آبخاز، گرجستان                              |
| ۹۰۷           | ۲۹ مارس ۱۹۹۴    | ۱۵-۰-۰                  | صحرای غربی                                  |
| ۹۰۸           | ۳۱ مارس ۱۹۹۴    | ۱۵-۰-۰                  | بوسنی و هرزگوین-کرواسی                      |
| ۹۰۹           | ۰۵ آوریل ۱۹۹۴   | ۱۵-۰-۰                  | رواندا                                      |
| ۹۱۰           | ۱۴ آوریل ۱۹۹۴   | ۱۵-۰-۰                  | جمهوری عربی چاد-لیبی                        |
| ۹۱۱           | ۲۱ آوریل ۱۹۹۴   | ۱۵-۰-۰                  | وضعیت در لیبریا                             |
| ۹۱۲           | ۲۱ آوریل ۱۹۹۴   | ۱۵-۰-۰                  | وضعیت در رواندا                             |
| ۹۱۳           | ۲۲ آوریل ۱۹۹۴   | ۱۵-۰-۰                  | بوسنی و هرزگوین                             |
| ۹۱۴           | ۲۷ آوریل ۱۹۹۴   | ۱۵-۰-۰                  | بوسنی و هرزگوین-کرواسی                      |
| ۹۱۵           | ۰۴ مه ۱۹۹۴      | ۱۵-۰-۰                  | جمهوری عربی چاد-لیبی                        |
| ۹۱۶           | ۰۵ مه ۱۹۹۴      | ۱۵-۰-۰                  | موزامبیک                                    |
| ۹۱۷           | ۰۶ مه ۱۹۹۴      | ۱۵-۰-۰                  | وضعیت در هائیتی                             |
| ۹۱۸           | ۱۷ مه ۱۹۹۴      | - -                     | وضعیت در رواندا                             |
| ۹۱۹           | ۲۵ مه ۱۹۹۴      | ۱۵-۰-۰                  | آفریقای جنوبی                               |
| ۹۲۰           | ۲۶ مه ۱۹۹۴      | ۱۵-۰-۰                  | وضعیت در السالوادور                         |
| ۹۲۱           | ۲۶ مه ۱۹۹۴      | ۱۵-۰-۰                  | اسرائیل-جمهوری عربی سوریه                   |
| ۹۲۲           | ۳۱ مه ۱۹۹۴      | ۱۵-۰-۰                  | وضعیت در آنگولا                             |
| ۹۲۳           | ۳۱ مه ۱۹۹۴      | ۱۵-۰-۰                  | سومالی                                      |
| ۹۲۴           | ۰۱ ژوئن ۱۹۹۴    | ۱۵-۰-۰                  | وضعیت در یمن                                |
| ۹۲۵           | ۰۸ ژوئن ۱۹۹۴    | ۱۵-۰-۰                  | وضعیت در رواندا                             |
| ۹۲۶           | ۱۳ ژوئن ۱۹۹۴    | ۱۵-۰-۰                  | جمهوری عربی چاد-لیبی                        |
| ۹۲۷           | ۱۵ ژوئن ۱۹۹۴    | ۱۵-۰-۰                  | قبرس                                        |
| ۹۲۸           | ۲۰ ژوئن ۱۹۹۴    | ۱۵-۰-۰                  | رواندا                                      |
| ۹۲۹           | ۲۲ ژوئن ۱۹۹۴    | ۱۰-۵-۰                  | رواندا                                      |
| ۹۳۰           | ۲۷ ژوئن ۱۹۹۴    | ۱۵-۰-۰                  | آفریقای جنوبی                               |
| ۹۳۱           | ۲۹ ژوئن ۱۹۹۴    | ۱۵-۰-۰                  | وضعیت در یمن                                |
| ۹۳۲           | ۳۰ ژوئن ۱۹۹۴    | ۱۵-۰-۰                  | آنگولا                                      |
| ۹۳۳           | ۳۰ ژوئن ۱۹۹۴    | ۱۵-۰-۰                  | وضعیت در هائیتی                             |
| ۹۳۴           | ۳۰ ژوئن ۱۹۹۴    | ۱۵-۰-۰                  | آبخاز، گرجستان                              |
| ۹۳۵           | ۰۱ ژوئیه ۱۹۹۴   | ۱۵-۰-۰                  | رواندا                                      |
| ۹۳۶           | ۰۸ ژوئیه ۱۹۹۴   | ۱۵-۰-۰                  | یوگسلاوی سابق                               |
| ۹۳۷           | ۲۱ ژوئیه ۱۹۹۴   | ۱۴-۰-۰                  | آبخاز، گرجستان                              |
| ۹۳۸           | ۲۸ ژوئیه ۱۹۹۴   | ۱۴-۰-۰                  | اسرائیل-لبنان                               |
| ۹۳۹           | ۲۹ ژوئیه ۱۹۹۴   | ۱۴-۰-۰                  | قبرس                                        |
| ۹۴۰           | ۳۱ ژوئیه ۱۹۹۴   | ۱۲-۲-۰                  | هائیتی                                      |
| ۹۴۱           | ۲۳ سپتامبر ۱۹۹۴ | ۱۵-۰-۰                  | بوسنی و هرزگوین                             |
| ۹۴۲           | ۲۳ سپتامبر ۱۹۹۴ | ۱۴-۱-۰                  | بوسنی و هرزگوین                             |
| ۹۴۳           | ۲۳ سپتامبر ۱۹۹۴ | ۱۱-۲-۲                  | بوسنی و هرزگوین                             |
| ۹۴۴           | ۲۹ سپتامبر ۱۹۹۴ | ۱۳-۲-۰                  | هائیتی                                      |
| ۹۴۵           | ۲۹ سپتامبر ۱۹۹۴ | ۱۵-۰-۰                  | وضعیت در آنگولا                             |
| ۹۴۶           | ۲۹ سپتامبر ۱۹۹۴ | ۱۴-۱-۰                  | سومالی                                      |
| ۹۴۷           | ۳۰ سپتامبر ۱۹۹۴ | ۱۵-۰-۰                  | بوسنی و هرزگوین                             |
| ۹۴۸           | ۱۵ اکتبر ۱۹۹۴   | ۱۴-۱-۰                  | هائیتی                                      |
| ۹۴۹           | ۱۵ اکتبر ۱۹۹۴   | ۱۵-۰-۰                  | عراق-کویت                                   |
| ۹۵۰           | ۲۱ اکتبر ۱۹۹۴   | ۱۵-۰-۰                  | وضعیت در لیبریا                             |
| ۹۵۱           | ۲۱ اکتبر ۱۹۹۴   | - -                     | دیوان بین‌المللی دادگستری                    |
| ۹۵۲           | ۲۷ اکتبر ۱۹۹۴   | ۱۵-۰-۰                  | وضعیت در آنگولا                             |
| ۹۵۳           | ۳۱ اکتبر ۱۹۹۴   | ۱۵-۰-۰                  | سومالی                                      |
| ۹۵۴           | ۰۴ نوامبر ۱۹۹۴  | ۱۵-۰-۰                  | سومالی                                      |
| ۹۵۵           | ۰۸ نوامبر ۱۹۹۴  | ۱۳-۱-۱                  | رواندا                                      |
| ۹۵۶           | ۱۰ نوامبر ۱۹۹۴  | ۱۵-۰-۰                  | پالائو                                      |
| ۹۵۷           | ۱۵ نوامبر ۱۹۹۴  | ۱۵-۰-۰                  | موزامبیک                                    |
| ۹۵۸           | ۱۹ نوامبر ۱۹۹۴  | ۱۵-۰-۰                  | یوگسلاوی سابق                               |
| ۹۵۹           | ۱۹ نوامبر ۱۹۹۴  | ۱۵-۰-۰                  | بوسنی و هرزگوین                             |
| ۹۶۰           | ۲۱ نوامبر ۱۹۹۴  | ۱۵-۰-۰                  | موزامبیک                                    |
| ۹۶۱           | ۲۳ نوامبر ۱۹۹۴  | ۱۵-۰-۰                  | السالوادور                                  |
| ۹۶۲           | ۲۹ نوامبر ۱۹۹۴  | ۱۵-۰-۰                  | اسرائیل-جمهوری عربی سوریه                   |
| ۹۶۳           | ۲۹ نوامبر ۱۹۹۴  | ۱۵-۰-۰                  | پذیرش اعضای جدید سازمان ملل متحد: پالائو    |
| ۹۶۴           | ۲۹ نوامبر ۱۹۹۴  | ۱۳-۲-۰                  | هائیتی                                      |
| ۹۶۵           | ۳۰ نوامبر ۱۹۹۴  | ۱۵-۰-۰                  | رواندا                                      |
| ۹۶۶           | ۰۸ دسامبر ۱۹۹۴  | ۱۵-۰-۰                  | آنگولا                                      |
| ۹۶۷           | ۱۴ دسامبر ۱۹۹۴  | ۱۵-۰-۰                  | جمهوری فدرال یوگسلاوی (صربستان ومونته نگرو) |
| ۹۶۸           | ۱۶ دسامبر ۱۹۹۴  | ۱۵-۰-۰                  | تاجیکستان                                   |
| ۹۶۹           | ۲۱ دسامبر ۱۹۹۴  | ۱۵-۰-۰                  | قبرس                                        |
| ۹۷۰           | ۱۲ ژانویه ۱۹۹۵  | ۱۴-۱-۰                  | یوگسلاوی سابق                               |
| ۹۷۱           | ۱۲ ژانویه ۱۹۹۵  | ۱۵-۰-۰                  | آبخاز، گرجستان                              |
| ۹۷۲           | ۱۳ ژانویه ۱۹۹۵  | ۱۵-۰-۰                  | لیبریا                                      |
| ۹۷۳           | ۱۳ ژانویه ۱۹۹۵  | ۱۵-۰-۰                  | صحرای غربی                                  |
| ۹۷۴           | ۳۰ ژانویه ۱۹۹۵  | ۱۵-۰-۰                  | اسرائیل-لبنان                               |
| ۹۷۵           | ۳۰ ژانویه ۱۹۹۵  | ۱۴-۱-۰                  | هائیتی                                      |
| ۹۷۶           | ۰۸ فوریه ۱۹۹۵   | ۱۵-۰-۰                  | آنگولا                                      |
| ۹۷۷           | ۲۲ فوریه ۱۹۹۵   | ۱۵-۰-۰                  | رواندا                                      |
| ۹۷۸           | ۲۷ فوریه ۱۹۹۵   | ۱۵-۰-۰                  | رواندا                                      |
| ۹۷۹           | ۰۹ مارس ۱۹۹۵    | - -                     | دیوان بین‌المللی دادگستری                    |
| ۹۸۰           | ۲۲ مارس ۱۹۹۵    | - -                     | دیوان بین‌المللی دادگستری                    |
| ۹۸۱           | ۳۱ مارس ۱۹۹۵    | ۱۵-۰-۰                  | کرواسی                                      |
| ۹۸۲           | ۳۱ مارس ۱۹۹۵    | ۱۵-۰-۰                  | یوگسلاوی سابق                               |
| ۹۸۳           | ۳۱ مارس ۱۹۹۵    | ۱۵-۰-۰                  | جمهوری مقدونیه                              |
| ۹۸۴           | ۱۱ آوریل ۱۹۹۵   | ۱۵-۰-۰                  | منع گسترش                                   |
| ۹۸۵           | ۱۳ آوریل ۱۹۹۵   | ۱۵-۰-۰                  | لیبریا                                      |
| ۹۸۶           | ۱۴ آوریل ۱۹۹۵   | ۱۵-۰-۰                  | عراق                                        |
| ۹۸۷           | ۱۹ آوریل ۱۹۹۵   | ۱۵-۰-۰                  | بوسنی و هرزگوین                             |
| ۹۸۸           | ۲۱ آوریل ۱۹۹۵   | ۱۳-۲-۰                  | بوسنی و هرزگوین                             |
| ۹۸۹           | ۲۴ آوریل ۱۹۹۵   | ۱۵-۰-۰                  | رواندا                                      |
| ۹۹۰           | ۲۸ آوریل ۱۹۹۵   | ۱۵-۰-۰                  | کرواسی                                      |
| ۹۹۱           | ۲۸ آوریل ۱۹۹۴   | ۱۵-۰-۰                  | السالوادور                                  |
| ۹۹۲           | ۱۱ مه ۱۹۹۵      | ۱۵-۰-۰                  | یوگسلاوی سابق                               |
| ۹۹۳           | ۱۲ مه ۱۹۹۵      | ۱۵-۰-۰                  | آبخاز، گرجستان                              |
| ۹۹۴           | ۱۷ مه ۱۹۹۵      | ۱۵-۰-۰                  | کرواسی                                      |
| ۹۹۵           | ۲۶ مه ۱۹۹۵      | ۱۵-۰-۰                  | صحرای غربی                                  |
| ۹۹۶           | ۳۰ مه ۱۹۹۵      | ۱۵-۰-۰                  | اسرائیل-جمهوری عربی سوریه                   |
| ۹۹۷           | ۰۹ ژوئن ۱۹۹۵    | ۱۵-۰-۰                  | رواندا                                      |
| ۹۹۸           | ۱۶ ژوئن ۱۹۹۵    | ۱۳-۲-۰                  | بوسنی و هرزگوین                             |
| ۹۹۹           | ۱۶ ژوئن ۱۹۹۵    | ۱۵-۰-۰                  | تاجیکستان                                   |
| ۱۰۰۰          | ۲۳ ژوئن ۱۹۹۵    | ۱۵-۰-۰                  | قبرس                                        |